# ニホンコウジカビ
ニホンコウジカビ (日本麹黴。Aspergillus oryzae) は、ユーロチウム科コウジカビ属に属する不完全菌の1つである。広義で麹または麹菌と呼ばれる菌の一種で醤油や味噌、日本酒、焼酎、その他の醸造酒などを作るために利用される。「麹」という用語は日本では、広義で発酵食品に使われる様々なカビを指し、狭義では日本人がアスペルギルス・フラバス（A. flavus）を家畜化して生み出して伝統的な発酵食品に使用してきたニホンコウジカビと、同じく日本で使用されてきたショウユコウジカビ (A. sojae) を特定して指す。
広義の意味での「麹」の技術は中国に由来すると考えられているが、中国と朝鮮が長い間伝統的な酒造りや醤造りに使用していたカビはクモノスカビ (Rhizopus) やケカビ (Mucor) の一種であり、ニホンコウジカビやショウユコウジカビではない。なお現在ではニホンコウジカビとショウユコウジカビは東アジアを中心に発酵食品に広く使われている。
焼酎作りにおいてはニホンコウジカビを使用したものは「黄麹」に該当する。

## 特徴
ニホンコウジカビはコウジカビ属の中で一番有名な菌で、デンプン分解能力やたんぱく質分解能力に優れており、調味料や甘味料だけではなく、醸造酒の製造にも使われている。また分解だけでなく、多様な代謝産物の生成も行う。たとえば、抗生物質やビタミン類などが生成される。なかでも、ニホンコウジカビが生成するデンプン分解酵素・ジアスターゼ（アミラーゼの別名）は高峰譲吉が本菌から抽出して医薬品タカジアスターゼとして世に出したものである。この酵素は、現在でも健胃・消化薬として医薬品に配合されている。
2004年に一島英治・東北大学名誉教授が日本醸造協会誌第99巻第2号巻頭随想において「麹菌は国菌である」と提唱。2006年10月12日、日本醸造学会大会で麹菌が国菌に認定された。その後、2013年11月28日、菌名変更により一部改正され「麹菌」の範囲が改めて定義され、Aspergillus oryzaeも「麹菌」の一種として位置づけられている。

## 生物学的特徴
ニホンコウジカビは、醸造所や家庭などでも利用される不完全菌である。放置されたパンや米飯などの上によく姿を見せることもあるが一般的には米麹として売られており、簡単に手に入れることの出来る菌の代表格である。外見的な特徴としては、大量の子嚢（胞子を作る袋状の生殖器官）が集まって出来る子嚢果という器官を作らないこと（不完全菌ゆえ）、胞子（分生子）はおおむね黄緑色で、古くなると褐色に変化することがあげられる。繁殖方法は空中に漂う胞子が餌となる基質上に落ち、胞子が発芽して基質に菌糸を伸ばしていきコロニーを形成する。コロニーはすぐに胞子形成による無性生殖を始め、胞子を放出して自分達の範囲を拡大していく。蒸し米で増殖が最も活発な温度は、35℃から37.5℃で吸水率33%以上とする研究がある。
ニホンコウジカビは、増殖するために菌糸の先端からデンプンやタンパク質などを分解する酵素を生産・放出し、培地である蒸米や蒸麦のデンプンやタンパク質を分解し、生成するグルコースやアミノ酸を栄養源として増殖する。

### 遺伝子配列の解明
2005年12月、醸造協会、東北大学、東京農工大学など国内19機関でつくる「麹菌ゲノム解析コンソーシアム」と製品評価技術基盤機構が世界で初めてニホンコウジカビのゲノム解読に成功、8つの染色体は3700万の塩基対（遺伝子総数1万2074個）からなることを解明した。この塩基対の数は、同属の毒素産生能を有するアスペルギルス・フミガタスなどのものよりも約30%ほど大きい。

### 酵素と代謝産物
ニホンコウジカビは多くの有用な酵素や代謝物を生産する。デンプンを分解するアミラーゼやたんぱく質を分解するプロテアーゼ（中性プロテアーゼ）を初めとしペクチン分解酵素・ペクチナーゼ、タンニン分解酵素・タンナーゼなども生産している。またグルコース（ブドウ糖）の重合体で分解しにくいセルロース、それより強固な結びつきを持つヘミセルロースをも分解できる酵素（セルラーゼとヘミセルラーゼ）も作り出しており、これらを抽出して繊維質の分解や野菜の軟質化などを行う製剤も作られている。
二次代謝産物として香料マルトールの原料であるコウジ酸、飲料や食品の酸味料としても用いられるリンゴ酸、グラム陽性菌の阻止効果のあるアスペルギリン酸（アスペルギルス酸）やゲオダインなど多数の物質を生成する。また、ある変種 (A. oryzae var. microsporus Sakaguti et Yamada) はマルトリジンという猛毒を産生する。この物質は1954年の9月から11月にかけて乳牛約40頭が中毒死した原因であり、餌の麦芽根に繁殖していたニホンコウジカビの変種が生成していたとされている。
醸造酒の劣化の原因でもある真性火落菌の生育に必要なメバロン酸（火落酸）なども生成する。火落菌は醸造酒を白濁させ酸味を強くし、匂いを悪くするなどするため火落菌の増殖である火落ちは醸造家にとって死活問題となっていた。そのため、ニホンコウジカビに紫外線を照射し遺伝子を変化させたメバロン酸非生産種がいくつかつくられた。しかし作られたものは繁殖力や酵素生成能力などに問題があることなどから、現在この菌株はあまり使用されていない。なお火落菌が必要とするメバロン酸の量が少ない（少量でも繁殖できる）こと、酵母もメバロン酸を生産すること、それに加えメバロン酸は酵母の香気生成の活発化に役立っているともされているため現実的にメバロン酸を完全に排除することは不可能になっている。

### ニホンコウジカビとアスペルギルス・フラバス
天然の発癌物質としては最高の毒性を持つアフラトキシンは、アスペルギルス・フラバス（Aspergillus flavus、以下フラバス）によって生成される。このためフラバスの近縁種であり、形状上、性質上もよく似た特徴をもつニホンコウジカビにもフラバス同様のアフラトキシン生成能力があるのではないかとの疑念をもたれ、アジアの醸造業界が存続の危機にさらされた時期があった。その後、研究者はこぞってアフラトキシン非生産性の証明につとめ醸造業界はひととおり危機から脱することができた。またこれ以来、その他の代謝産物も発見されることとなりこの種の菌がさらに注目されることとなった。一部の学者は、アスペルギルス・フラバスが突然変異しアフラトキシンを生成しなくなり無毒化したものを、日本人が選別・増殖することで家畜化してニホンコウジカビを作り出したと考えている。

## 学名
学名であるAspergillus oryzaeは、日本に教師として招かれたヘルマン・アールブルク(Hermann Ahlburg) がつけたものである。アールブルクは東京医学校（現: 東京大学医学部）に在籍中、1876年清酒麹からコウジカビの一種を分離、そのコウジカビは米麹から発見したためイネの学名Oryzaをそのまま使いEurotium oryzaeとした。数年後、アールブルクは赤痢にかかり1879年8月28日、帰らぬ人となってしまう。その後、1884年に教師として招聘されたフェルディナント・コーンが再度同定を行いAspergillus属に移動し現在に至っている。